# Qikiqtaaluk (Foxebekken)
Qikiqtaaluk, voorheen White Island, is een onbewoond eiland in de Canadese Arctische Eilanden in de regio Kivalliq van Nunavut in Canada. Het ligt ten noorden van Southamptoneiland in het Foxebekken, en heeft een oppervlakte van 789 km².
Qikiqtaaluk wordt gescheiden van Southamptoneiland door de smalle Straat Comer in het westen, met een breedte van minder dan twee kilometer, en in het zuiden door de Straat Falcon. In het oosten ligt de Frozen Strait met aan de overzijde het eiland Nagjuttuuq dat aan de zuidzijde van het Melville-schiereiland ligt. In het noordwesten ligt Repulse Bay.
Het eiland heeft meerdere kapen, waaronder Cape Middleton, Cape Frigid en Cape Deas. De hoogste toppen op het eiland zijn 368 meter en 367 meter hoog. Het eiland heeft meerdere meren, waarvan de grootste 17 kilometer lang is.